# Cavatorella
Cavatorella är ett släkte av tvåvingar. Cavatorella ingår i familjen vattenflugor.
Kladogram enligt Catalogue of Life:
| Cavatorella | \| \| Cavatorella jinpingensis \| \| \| \| \| \| Cavatorella spirodelae \| \| \| \| |
|             | \| \| Cavatorella jinpingensis \| \| \| \| \| \| Cavatorella spirodelae \| \| \| \| |
|             | Cavatorella jinpingensis                                                            |
|             |                                                                                     |
|             | Cavatorella spirodelae                                                              |
|             |                                                                                     |

## Bildgalleri

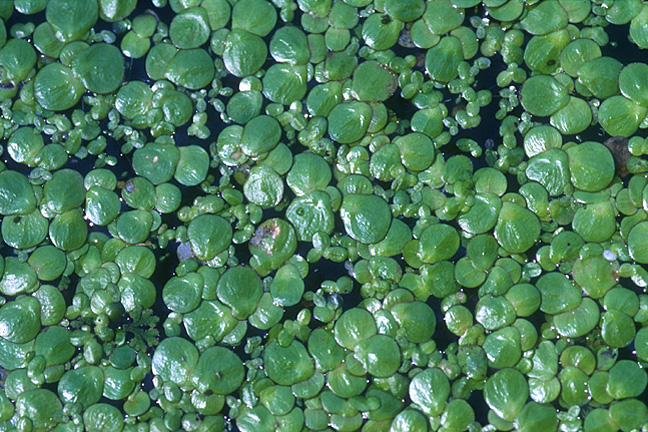